# Heinrich Moritz Hauschild
Heinrich Moritz Hauschild (* 1825 in Meißen; † 25. März 1904 in Bremen) war ein deutscher Verleger und gilt als Gründer des Hauschild Verlags (H. M. Hauschild GmbH).

## Biografie
Hauschild war seit 1855 verheiratet mit Florentine Emilie Bahr aus Schandau; beide hatten zehn Kinder. 1854 hatte bereits sein Freund Christoph Dietrich Bünsow eine Konzession für eine Druckerei in Bremen erworben. Hauschild folgte ihm 1855 nach Bremen und wurde Teilhaber der Firma Bünsow & Hauschild, die ihren Sitz in der Langenstraße Nr. 99 hatte.
Die Druckerei hatte zunächst recht bescheidene Erfolge und Bünsow schied 1859 wieder aus. Das Druckhaus konnte sich dann aber erfolgreich zu einem Verlag und einer Druckerei entwickeln. Er druckte u. a. von 1856 bis 1875 die Auswandererzeitung, die Lloyd-Zeitung, die Bremer Kirchenzeitung, die Zeitschrift Der Schlüssel und den Hauschild-Kalender. 1901 erfolgte der Umzug in das neue Geschäftshaus Langenstraße Nr. 35/37 und die Firma wurde zum Großbetrieb.
1902 schied Hauschild aus der Führung der Firma aus und zwei seiner Söhne, Victor und Adolph, übernahmen den Verlag. Nach dem Tod des jüngsten Sohnes Adolph Hauschild (1868–1950) ging der Betrieb an Kaffee HAG (heute Mondelēz International) über und fusionierte mit dem Angelsachsen-Verlag.